# Japan Soccer League 1970
La temporada 1970 de la Japan Soccer League fue el sexto campeonato de Primera División del fútbol japonés organizado por la Japan Soccer League. El torneo se desarrolló en una rueda de todos contra todos. 
El Kogyo Toyo gana el título por quinta vez en su historia.

## Clasificación
| Pos | Equipo             | Pts | PJ | G  | E | P  | GF | GC | DIF  |
| --- | ------------------ | --- | -- | -- | - | -- | -- | -- | ---- |
| 1   | Toyo Kogyo         | 23  | 14 | 11 | 1 | 2  | 33 | 5  | ＋28 |
| 2   | Mitsubishi Motors  | 18  | 14 | 7  | 4 | 3  | 24 | 13 | ＋11 |
| 3   | Hitachi            | 16  | 14 | 6  | 4 | 4  | 21 | 18 | ＋3  |
| 4   | Yanmar Diesel      | 15  | 14 | 7  | 1 | 6  | 26 | 21 | ＋5  |
| 5   | Furukawa Electric  | 14  | 14 | 5  | 4 | 5  | 21 | 21 | ±0   |
| 6   | Nippon Steel       | 13  | 14 | 5  | 3 | 6  | 31 | 29 | ＋2  |
| 7   | Nippon Kokan       | 8   | 14 | 3  | 2 | 9  | 14 | 38 | －24 |
| 8   | Nagoya Mutual Bank | 5   | 14 | 1  | 3 | 10 | 9  | 34 | －25 |

|  |            |
|  | Campeón.   |
|  | Promoción. |

## Promoción
| JSL                | 1st leg | 2nd leg | Senior Cup                 |
| ------------------ | ------- | ------- | -------------------------- |
| Nippon Kokan       | 4-0     | 3-0     | Kofu Club (Cup runner-up)  |
| Nagoya Mutual Bank | 1-0     | 1-1     | Toyota Motors (Cup winner) |

No hubo descensos.